# Famille de Capriol
La famille de Capriol est une ancienne famille noble française, originaire de l'Albigeois, dans le Languedoc. Elle s'est éteinte en 1885.

## Histoire
La famille de Capriol est originaire de Lautrec, dans le Tarn. Connue depuis le XIVe siècle, elle a longtemps été seigneur de Cuq.
En 1552, Antoine de Capriols de Mandouls entre dans l'Ordre des hospitaliers, tout comme le fait Augustin-Victor de Capriol en 1783. Lors de la réformation de la noblesse de 1666, la famille put prouver sa noblesse grâce à un hommage au roi de France fait par un certain Jacques de Capriol, datant du 17 février 1399. Durant les guerres de Religion, la branche cadette s'allie aux catholiques et combat les soldats huguenots. Après différents sièges et attaques protestantes, son château de Puechassaut fut ravagé le 20 janvier 1575.
Auguste-Gaspard de Capriol de Péchassant fut colonel puis général de brigade sous la Restauration et le Second Empire.

## Filiation

### Branche principale
- Jacques de Capriol (XIVe siècle) ;
- Guillaume de Capriol (?-1411), fils du précédent, marié à sa cousine Bernarde de Capriol ;
- Isaac ou Izarn de Capriol (?-?), fils du précédent, marié à Jeanne de Béringuier (le 15 avril 1407), mort au combat ;
- Jacques II de Capriol (?-1473), fils du précédent, marié à Marie de Bourbon-Malause (le 13 février 1450) ;
- Guillaume II de Capriol (?-vers 1516), fils du précédent ;
  - Olivier de Capriol (?-1545), fils aîné du précédent, marié à Rose de Lescure,
  - Jean Ier de Capriol (?-?), fils cadet du précédent, marié à Antoinette de Brassac (29 septembre 1559)[3].

### Branche aîné (de "Mandouls")
- Olivier de Capriol (?-3 novembre 1545), marié à Rose de Lescure ;
- Pierre de Capriol (?-?), fils du précédent
- Gabriel de Capriol (?-?), fils du précédent et propriétaire du château de Brametourte à Lautrec ;

...
- Jean II de Capriol (?-?), marié en juillet 1615 et confirmé dans la noblesse le 22 septembre 1669 ;

...
- Gabriel-Bernard de Capriol (1759-?), participe en 1789 aux Assemblées de la noblesse de Castelnaudary.

### Branche cadette (de "Puechassaut" ou de "Saint-Hilaire")
- Jean Ier de Capriol (?-?), marié à Antoinette de Brassac (29 septembre 1559) ;
- Gaspard de Capriol (?-?), fils du précédent, marié à Louise de Manens ;
- Pierre de Capriol (?-?), fils du précédent, marié à Catherine de Nogaret ;
- Bertrand de Capriol ?-?), fils du précédent, marié avec Marie de Genton, maintenu dans la noblesse en 1669 ;
- Gaspard II de Capriol (7 mars 1672-6 avril 1700), fils du précédent marié à Marie de Lavaisse (le 3 novembre 1673) ;
- François de Capriol (15 janvier 1698-26 janvier 1789), fils du précédent, marié à Antoinette de Landes d'Aussac de Saint-Palais (le 3 février 1720) ;
- Pierre-Gaspard de Capriol (1722-?), fils du précédent, marié en 23 octobre 1770 à Geneviève de Castéras de Sourmia, mort sans héritier masculin ;

## Héraldique
On trouve plusieurs versions du blason de la famille de Capriol, sûrement dû à des changements au cours de l'Histoire
- D'azur à un cerf d'or rampant, au chef d'argent chargé de trois mouchetures d'hermines de sable ;
- D'azur à une chaîne d'or, mise en pal, parti d'argent à trois hermines de sable ;
- Parti, au 1 de gueules à un chevreau rampant d'or ; au 2 d'argent à trois mouchetures d'hermines de sable[5].

## Alliances
La famille de Capriol s'est entre autres alliée avec la famille de Bourbon-Malause, la famille de Villeneuve, la famille de Landes d'Aussac de Saint-Palais, la famille de Génibrousse ou la famille de Soubiran.